# 皇極曆
《皇極曆》，是中国古代曆法，隋朝刘焯撰写，成书于隋文帝仁寿四年（604年），没有颁布施行。
《皇極曆》一卷，又叫《甲子元曆》。刘焯是隋朝著名数学家和天文学家。首次在历法中提出定朔、定气的术语，采用了定朔计算方法代替平朔，既考虑月球运行速度的变化，又考虑太阳运行速度的变化。皇极历推日行盈缩，黄道月道损益，日、月交食计算、五星运动计算等方面，都比以前诸历精确。吸取北齐张子信关于太阳视运动的不均匀性的成果而加以损益，发明了等间距二次内插法，来计算定朔的校正数。解决日、月不均匀运动问题，以等间距的二次差内插公式推算日食起讫，所用岁差数值有较大改进。《皇极曆》因受当时太史令张胄玄等的反对，未被采用，刘焯因受炀帝宠臣袁充排斥，曆制未能推行。但是《皇极曆》对唐代历法产生了深刻的影响。唐代李淳风的《麟德曆》及一行的《大衍曆》都是其基础上发展出来的。